# Chester Brown
Chester Brown   (Montreal, 16 de maig de 1960) és un dibuixant quebequès.

## Biografia
Chester William David Brown va néixer el 16 de maig de 1960 al Royal Victoria Hospital de Montreal, Quebec, Canadà. Va créixer a Châteauguay, un suburbi de Montreal amb una gran minoria de parla anglesa. El seu avi era el professor d'història Chester New, en honor del qual Chester New Hall porta el nom la Universitat McMaster a Hamilton, Ontario. Té un germà, Gordon, que és dos anys més jove que ell. La seva mare tenia esquizofrènia i va morir el 1976 després de caure per les escales mentre estava a l'Hospital General de Montreal.
Tot i que va créixer en una província predominantment francòfona i va tenir el seu primer èxit principal amb la biografia del líder rebel  Louis Riel un métis francòfon, Brown diu que no parla francès. Va dir que tenia poc contacte amb la cultura francòfona quan era gran, i els francòfons amb qui va tenir contacte parlaven amb ell en anglès.
Brown es va descriure com un "adolescent nerd" atret pels còmics des de ben jove, especialment els sobre superherois i monstres. Pretenia una carrera en el còmic de superherois, i després de graduar-se de l'escola secundària el 1977 es va dirigir a la ciutat de Nova York, on va tenir entrevistes infructuoses però encoratjadores amb Marvel i DC Comics. Es va traslladar a Montreal on va assistir al Dawson College. El programa no tenia com a objectiu una carrera de còmics, i va abandonar després d'una mica més d'un any. Va intentar trobar feina a Nova York, però va ser rebutjat de nou. Va descobrir l'escena alternativa dels còmics que s'estava desenvolupant a principis dels anys vuitanta i es va agafar a la seva llibertat per produir el que volia. Als 19 anys es va traslladar a Toronto, on va aconseguir una feina en un laboratori de fotografia i va viure frugalment en cases d'habitacions.

### Toronto (1979-1986)
Als vint anys, els interessos de Brown es van allunyar dels còmics de superherois i monstres cap al treball de Robert Crumb i altres dibuixants underground, la revista Heavy Metal i la novel·la gràfica de Will Eisner A Contract with God (1978). Va començar a dibuixar amb un estil d'inspiració underground  i va presentar el seu treball a les editorials Fantagraphics Books i Last Gasp; va rebre un rebuig encoratjador quan es va presentar a la revista Raw d'Art Spiegelman i Françoise Mouly. Es va fer amic de l'arxiver de cinema Reg Hartt, i els dos van planejar sense èxit publicar una antologia de còmics anomenada Beans and Wieners com a aparador del talent local de Toronto.
El 1983, la xicota de Brown, Kris Nakamura, el va presentar a l'editor de premsa petita John W. Curry (o "jwcurry"), l'exemple del qual va inspirar la comunitat de la petita premsa local. Nakamura va convèncer Brown aquell estiu perquè imprimís el seu treball inèdit com a minicòmics, que va fer sota la seva empremta Tortured Canoe. El Yummy Fur autopublicat esporàdicament va durar set números com a minicòmic. Brown aviat es va trobar al centre de l'escena de la petita premsa de Toronto. Tot i que al principi li va resultar difícil, Brown va aconseguir fer arribar el títol a les llibreries independents, les botigues de còmics emergents i altres minoristes contraculturals, i també el va vendre a través de la creixent xarxa de zines nord-americans. Yummy Fur va tenir vendes respectables a través de diverses reimpressions.
Brown i una sèrie d'altres dibuixants van aparèixer en una mostra anomenada Kromalaffing a la Grunwald Art Gallery a principis de 1984. S'havia convertit en part de la comunitat avantguardista de Toronto, juntament amb altres artistes, músics i escriptors, centrada al voltant de Queen Street West. El 1986, a instàncies del futur amic de Brown, Seth, l'editor de Vortex Comics Bill Marks va recollir Yummy Fur com un còmic habitual, inicialment bimensual. Brown va deixar la seva feina per treballar a temps complet a Yummy Fur.

### Vortex andEd the Happy Clown(1986–1989)
A partir de la publicació el desembre de 1986, els tres primers números de Yummy Fur van reimprimir el contingut dels set números del minicòmic anterior, i Brown va deixar la seva feina a la copisteria. Brown va començar a teixir algunes de les tires anteriors no relacionades. Entre els continguts de Yummy Fur, destacava una tira còmica d'humor negre surrealista, anomenada Ed the Happy Clown. Les estranyes desgràcies del personatge del títol inclouen ser inundat de les femtes d'un home incapaç de deixar de defecar, ser perseguit per pigmeus caníbals, fer-se amic d'un vampir venjatiu i substituir el cap del seu penis pel cap d'un Ronald Reagan en miniatura d'una altra dimensió. Més endavant (el 1989) va ser editada com a novel·la gràfica per l'editorial Vortex, i després (1992), en una versió lleugerament diferent, per Drawn & Quarterly.
Brown també va començar a fer una adaptació directa dels Gospels, començant per l'Evangeli de Marc en un estil suau. El que semblava un objectiu natural de la sàtira per a l'autor d' Ed va ser, en canvi, un intent continuat de Brown per trobar el que realment creia, després d'haver estat criat com a baptista cristià. Les adaptacions van continuar posteriorment amb l'Evangeli de Mateu i l'apòcrif "El Bessó" del text gnòstic Pistis Sophia, i Brown va passar per períodes d'agnosticisme i gnosticisme.
El contingut ofensiu d'Ed va fer que l'editor l'eliminés,  i se sospita que està darrere de la decisió de Diamond Comic Distributors de deixar de distribuir Yummy Fur a partir del número 9. Després que The Comics Journal anunciés que investigarien el problema, Diamond va començar a distribuir-lo de nou.
El 1989 va aparèixer la primera col·lecció Ed, recopilant les històries d'Ed dels primers dotze números de Yummy Fur amb una introducció de l'escriptor nord-americà Splendor Harvey Pekar i dibuixada per Brown. En aquest punt, Brown havia anat perdent l'interès per la història d'Ed mentre gravitava cap a l'enfocament autobiogràfic de Pekar, Joe Matt i Julie Doucet, i l'obra d'art més senzilla de Seth. Va portar a Ed a un final brusc a Yummy Fur núm. 18 per recórrer a l'autobiografia.

### Autobiografia iDrawn & Quarterly(1990–1992)
El 1991, Brown va passar a publicar Yummy Fur a l'editorial Drawn & Quarterly. El número 19 de Yummy Fur  va començar el seu període autobiogràfic. Primer va arribar la tira "Helder", sobre un inquilí violent a la pensió de Brown, seguida de "Showing 'Helder'", sobre la creació de "Helder" i les reaccions dels amics de Brown davant el treball en curs. Amb "Mostrar 'Helder'", Brown trenca amb el seu estil anterior donant als panells sense vores i organitzant-los orgànicament a la pàgina, un estil que caracteritzarà la seva obra d'aquest període. Va trobar que els seus amics estaven incòmodes amb el seu escrit sobre les seves vides, i aviat va recórrer a la seva adolescència com a material d'origen.
Entre 1994 i 1997 Brown va publicar un nou comic book, Underwater, del qual es van publicar 11 números, i que roman inconclús, en què es proposava explicar la història de la vida d'un xiquet des del punt de vista del xiquet mateix, des del seu naixement. La seua obra més recent és la novel·la gràfica Louis Riel: A Comic-Strip Biography (2003), biografia en còmic de Louis Riel, personatge destacat de la història del Canadà, que prèviament havia aparegut també en format comic book, i que va ser considerada un dels millors còmics del 2003 pel columnista de Time Andrew Arnold, i nominada per a un Premi Eisner el 2004.
Brown va començar la primera entrega del que es convertiria en la novel·la gràfica The Playboy in Yummy Fur núm. 21, sota el títol Disgust. La història reveladora i confessional explica els sentiments de culpa de l'adolescent Brown per la seva obsessiu masturbació amb la revista Playmates of Playboy, i les dificultats que va tenir per relacionar-se amb les dones fins i tot en l'edat adulta. La recepció de la crítica i dels fans va ser forta, tot i que va provocar algunes crítiques d'aquells que van veure que glorificava la pornografia. L'editor de Playboy, Hugh Hefner, va escriure a Brown una carta de preocupació perquè Brown pogués sentir tanta culpa en un món post-revolució sexual. Va aparèixer en una edició recopilada titulada The Playboy el 1992.
Al voltant d'aquesta època, Brown s'havia fet amic dels dibuixants Seth i Joe Matt. Els tres es van fer coneguts per fer còmics autobiogràfics confessionals a principis dels anys noranta i per representar-se mútuament a les seves obres. El 1993, van fer una entrevista junts al número de còmics autobiogràfics  The Comics Journal. Seth s'havia unit a la nova editorial de còmics de Mont-real Drawn & Quarterly, que també havia començat a publicar Julie Doucet. Chris Oliveros de D&Q també havia estat cortejant Brown per unir-se, però Brown s'havia sentit lleial a Bill Marks per donar-li el seu primer descans. Tanmateix, quan el seu contracte va arribar el 1991, Oliveros va oferir a Brown gairebé el doble de la regalia que obtenia de Vortex. Brown es va traslladar a D&Q començant amb Yummy Fur núm. 25.

### Vancouver andUnderwater(1992–1997)
El 1992, Brown va començar una relació amb el músic Sook-Yin Lee, i el 1993 es va traslladar a Vancouver per estar amb ella. Es va quedar allà amb ella fins al 1995, quan Lee va començar com a VJ a MuchMusic a Toronto, i els dos es van traslladar junts.
Brown es va allunyar de l'autobiografia després de la conclusió de Fuck, i per al seu següent gran projecte, Chris Oliveros el va convèncer de canviar el títol, creient que el títol Yummy Fur ja no era adequat per a la direcció que havia pres el treball de Brown, i que el títol feia que el llibre fos més difícil de vendre. El seu següent treball, Underwater, apareixeria sota el seu propi títol, mentre continuava l'adaptació de l'Evangeli de Mateu com a funció de suport.
Underwater va ser una obra ambiciosa. El seu personatge principal, Kupifam, era un nen que estava envoltat d'un llenguatge codificat, semblant a un galimaties, que ella arriba a entendre a trossos. Els fans i els crítics van donar a la sèrie una acollida tèbia, amb el seu ritme glacial i la seva narrativa fosca. Finalment, Brown va arribar a sentir que s'havia enganxat amb l'abast del projecte. A principis de 1998, va decidir deixar-lo en un estat inacabat.
A mig camí de la sèrie, el 1996, Brown i Lee es van separar. Van continuar vivint entre ells i han continuat sent amics íntims. Brown va decidir que ja no volia tenir relacions exclusives amb dones, però també es va adonar que no tenia les habilitats socials per recollir noies per al sexe casual. Va passar els següents anys celibat.

### Louis Riel i la freqüentació de prostitutes (1998–2003)
El pare de Brown va morir el 1998 mentre preparava la seva col·lecció de tires curtes, The Little Man. Va perdre l'interès per Underwater, i havia estat llegint sobre el líder de la resistència Métis, Louis Riel, i va decidir que volia fer una biografia sobre ell. Volia fer-ho com una novel·la gràfica original, però Chris Oliveros el va convèncer perquè primer la serialitzés. Drawn & Quarterly va publicar els deu números de Louis Riel des del 1999 fins al 2003, i amb l'ajuda d'una subvenció de 16.000 $ CAD del Canadian Council for the Arts, la col·lecció anotada acabada va aparèixer el 2003, amb molt d'aclamació i vendes saludables. Al Canadà es va convertir en un èxit de vendes, el primer per a una novel·la gràfica canadenca.
El 1999, després de tres anys de celibat, Brown va decidir que començaria a freqüentar prostitutes. El seu caràcter obert li va impedir amagar aquest fet als seus amics, i el fet aviat es va donar a conèixer àmpliament. Després de completar Louis Riel, es va embarcar en una altra novel·la gràfica autobiogràfica que detallaria les seves experiències com a john. Aquesta vegada, l'obra no seria seriada, i esperaria fins al 2011 per ser publicada com a Paying for It.
A principis dels anys 2000, Brown es va mudar del lloc que compartia amb Lee i es va aconseguir un condomini, on vivia sol, i era lliure de portar prostitutes a casa. Al voltant d'aquesta època, Joe Matt es va traslladar als Estats Units i Seth es va traslladar a Guelph, Ontario, trencant els "Toronto Three".

### Llibertarisme i pagar per això (2004-endavant)
Mentre llegia sobre qüestions relacionades amb Louis Riel, Brown es va interessar cada cop més pels drets de propietat. La seva lectura finalment el va portar a creure que els països amb forts drets de propietat prosperaven, mentre que els que no ho tenien. Aquest camí el va portar progressivament a adoptar la ideologia del llibertarisme. Es va unir al Partit Llibertari del Canadà i es va presentar com a candidat del partit a la circumscripció de Trinity—Spadina a Toronto a les eleccions federals de 2008 i 2011.
Durant la llarga espera entre Louis Riel i Paying for It, Brown va permetre a Drawn & Quarterly reimprimir Ed the Happy Clown com a còmic en sèrie, amb notes explicatives que s'anaven fent més habituals i més detallades en l'obra de Brown. El 2007, Brown va proporcionar tires per sis setmanes a la revista NOW de Toronto com a part de la campanya publicitària "Live With Culture". La tira inclou un zombi masculí i una noia humana viva que participen en diverses activitats culturals, que van culminar amb que tots dos van a una sala de cinema per veure l'adaptació encara no feta de Yummy Fur de Bruce McDonald.
La següent novel·la gràfica de Brown, Paying for It, va sortir durant les eleccions de 2011, a les quals es presentava. De nou va acabar amb l'ajuda d'una beca del Consell del Canadà.  Va ser una polèmica que promou la despenalització de la prostitució, i va atreure elogis pel seu art i honestedat total, [ 46 ] i crítiques pel seu tema i la ingenuïtat percebuda de Brown mentre deixa de banda les preocupacions sobre el tràfic de persones i descarta l'addicció a les drogues com un mite. En aquest moment, Brown finalment va declarar que no tenia intenció d'acabar el seu Evangeli de Mateu, que havia estat en pausa des de 1997.
El 2016 Brown va seguir Paying for It amb Mary Wept Over the Feet of Jesus, format per adaptacions d'històries de la Bíblia que Brown creu que promouen actituds a favor de la prostitució entre els primers cristians i defensa la despenalització de la prostitució. Brown va declarar que la seva investigació va determinar que Maria, mare de Jesús, era una prostituta, que els primers cristians practicaven la prostitució i que la paràbola dels talents de Jesús s'havia de llegir des d'una perspectiva pro-prostitució. Brown es descriu a si mateix com un cristià que "no està gens preocupat per imposar valors 'morals' o lleis religioses als altres" i creu que figures bíbliques com Abel i Job "troben el favor de Déu perquè s'oposen a la seva voluntat o el desafien d'alguna manera".

## Vida personal

### Religió
Brown es va criar en una casa baptista, i quan tenia vint anys va començar a adaptar els Evangelis. Brown va dir més tard que això "era una qüestió d'intentar esbrinar si fins i tot creia les afirmacions cristianes, si Jesús era diví o no". Durant aquest temps, Brown va passar per períodes en què es considerava un agnòstic i després un gnòstic. Des de llavors, Brown s'ha descrit constantment com a religiós, però ha alternat períodes d'identificació com a cristià i simplement de creu en Déu. A partir del 2016, Brown es descriu a si mateix com a cristià.

### Política
A la dècada de 1980, Brown va expressar simpatia per la política d'esquerra, tot i que ha afirmat que la seva comprensió de la política no era profunda. Es considerava un anarquista fins que, mentre investigava Louis Riel, es va interessar per les qüestions dels drets de propietat, especialment influenciat per la seva lectura d' El triomf més noble de Tom Bethell, un llibre que argumenta que Occident deu la seva prosperitat a haver establert forts drets de propietat. D'aquesta manera, Brown es va interessar pel llibertarisme, una creença que el govern hauria de protegir els drets de propietat (encara que, segons ell, no els drets d'autor) i, en cas contrari, hauria de mantenir-se fora de la vida de la gent. Després d'assistir a unes quantes reunions del Partit Llibertari del Canadà, se li va demanar de presentar-se al Parlament, i va recollir les 100 signatures necessàries per aparèixer a les urnes.
Brown es va presentar com a candidat del Partit Llibertari per a la circumscripció de Trinity—Spadina a les eleccions federals de 2008. Va quedar cinquè de set candidats. Es va presentar a la mateixa circumscripció per al mateix partit a les eleccions federals canadenques de 2011,  arribant al cinquè de sis candidats. Les eleccions de 2011 van coincidir amb l'estrena de Paying for It, en què Brown parla de les seves freqüents visites a prostitutes. Estava preocupat que la seva promoció d'aquest tema als mitjans de comunicació fes incòmode al Partit Llibertari amb la seva candidatura, però el seu agent oficial del Partit i el representant d'Ontario li van assegurar que, com a llibertaris, creien en la llibertat individual i que seguirien donant suport a la seva candidatura.

### Relacions personals
Amic de tota la vida dels altres dibuixants Joe Matt i Seth, Brown ha aparegut regularment als seus còmics autobiogràfics al llarg dels anys i ha col·laborat amb ells en diversos projectes. Els tres sovint s'esmentaven junts, i se'ls ha anomenat "els Tres Mosqueters dels còmics alternatius "  i els "Tres de Toronto", formant "una mena de colla de rata de claveguera que intentava sortir dels seus taulers de dibuix al Toronto dels anys noranta". Brown va dedicar The Playboy a Seth i Paying for It a Matt. Seth va dedicar la seva novel·la gràfica George Sprott a Brown ("Millor dibuixant, millor amic").
Brown va tenir una relació a llarg termini amb la música, actriu i personalitat mediàtica Sook-Yin Lee des del 1992 fins al 1996. Ella apareix en diversos dels seus còmics. Es va mudar a Vancouver durant dos anys per estar amb ella i va tornar a Toronto amb ella quan ella es va convertir en VJ de MuchMusic. També va dibuixar la portada del seu àlbum en solitari de 1996, Wigs 'n Guns. La relació de Brown amb Lee és l'última relació de parella que va tenir, tal com explica a Paying for It. Continuen sent bons amics, i Brown ha contribuït amb il·lustracions a les seves produccions tan recentment com l'Any del Carnívor del 2009.
Brown va mantenir una relació monògama de pagament per sexe amb una treballadora sexual amb qui va sortir durant dècades. La seva relació va ser detallada a la pel·lícula del 2024 Paying for It.

## Treball

###### Temes temàtics
Durant els seus primers anys com a dibuixant, va experimentar principalment amb el dibuix del costat més fosc del seu subconscient, basant la seva comèdia en l'associació de forma lliure, de manera molt semblant a la tècnica surrealista de l'automatisme. Un exemple d'aquests mètodes en l'obra de Brown es pot trobar en breus d'una pàgina on selecciona aleatòriament vinyetes còmiques d'altres fonts i després les barreja, sovint alterant el diàleg. Això va produir un efecte experimental i absurdista en les seves primeres tires.
Brown parla per primera vegada de malalties mentals a la seva tira "La meva mare era esquizofrènica". En ell, proposa la idea antipsiquiàtrica que el que anomenem "esquizofrènia" no és una malaltia real, sinó una eina que la nostra societat utilitza per tractar amb persones que mostren creences i comportaments socialment inacceptables. Inspirat pels tractats evangèlics de Jack T. Chick, Brown va deixar fotocopies d'aquestes tires a les parades d'autobús i cabines telefòniques de Toronto perquè el seu missatge arribés a un públic més ampli. Va aparèixer per primera vegada a Underwater núm. 4, i també es va reeditar a la col·lecció The Little Man.
El llibre de Brown sobre Louis Riel es va inspirar en la suposada inestabilitat mental de Riel i en les polítiques anarquistes del mateix Brown, i va començar la seva recerca per al llibre el 1998. Durant el transcurs de la recerca per al llibre, va anar canviant la seva política al llarg de diversos anys fins que es va convertir en llibertari. Quant a l'anarquia, Brown ha dit: «Encara sóc anarquista en la mesura que crec que hauríem d'aspirar a una societat anarquista, però no crec que realment hi puguem arribar. Probablement sí que necessitem algun grau de govern».

## Estil de dibuix
L'estil de dibuix de Brown ha evolucionat i canviat molt al llarg de la seva carrera. Se sap que alterna entre l'ús de bolígrafs rotring, portaploma, pinzells, llapis i retoladors per als seus dibuixos animats en blanc i negre, i ha utilitzat pintures per a algunes portades en color (sobretot a Underwater ).

### Mètode de treball
Brown no segueix la tradició de dibuixar els seus còmics pàgina per pàgina: els dibuixa vinyeta per pàgina i després els col·loca a la pàgina. En el cas de les seves aclamades novel·les gràfiques The Playboy i I Never Liked You, això li va permetre reorganitzar els panells de la pàgina com considerés oportú. En el cas de I Never Liked You, això va resultar en un recompte de pàgines diferent a la col·lecció de llibres que a la serialització de Yummy Fur . Les vinyetes es van reorganitzar lleugerament de nou quan es va publicar la "Nova edició definitiva" de I Never Liked You el 2002. Brown es va representar a si mateix fent còmics d'aquesta manera a la història Showing Helder in Yummy Fur #20 (també recollida a The Little Man). Tot i dibuixar els seus panells individualment, diu que el seu "cervell no tendeix a pensar en termes d'una imatge a la vegada", per la qual cosa té dificultats per crear portades d'una sola imatge.
Ha utilitzat diverses eines de dibuix, com ara bolígrafs tècnics  rotring, retoladors, bolígrafs Crowquill i pinzells de tinta, aquests últims els quals ha anomenat la seva eina preferida, per la seva "gràcia fluida".  Durant gran part d' Ed the Happy Clown, va fer imprimir les seves il·lustracions a partir de fotocòpies dels seus llapis, cosa que li resultava més ràpida que entintar l'obra i produïa una sensació més espontània, però al final va abandonar aquest mètode, ja que considerava que era "massa cru".

### Influències del dibuix
En una entrevista amb Seth, Brown diu que els seus primers dibuixos animats de la infància eren una imitació de Little Nipper de Doug Wright.  Sovint esmenta Steve Gerber com una de les seves principals influències durant la seva adolescència. Des dels 20 anys aproximadament, Brown va descobrir l'obra de Robert Crumb i altres artistes underground, així com artistes de còmics de classe com Harold Gray, la influència del qual és més evident en el Louis Riel de Brown.
Brown parla sovint de la influència dels contemporanis Seth, Joe Matt i Julie Doucet en la seva obra, especialment durant el seu període autobiogràfic. També havia estat llegint la Little Lulu Library per aquella època, i s'atribueix el mèrit de les vinyetes  'John Stanley i Seth de Little Lulu pel seu desig de simplificar el seu estil durant aquest període.
L'aspecte rígid i estilitzat dels còmics de Fletcher Hanks, reimpressions de Fantagraphics de les quals Brown havia estat llegint en aquella època, va ser la principal influència en l'estil que Brown va utilitzar a Paying for It.

## Obres

### Còmics
- Yummy Fur (minicòmic. 7 números: 1983-1985)
- Yummy Fur (32 números: 1986-1994)
- Underwater (11 números: 1994-1997)
- Louis Riel (9 números: 1999-2003).
- Ed the Happy Clown

### Novel·làs gràfiques i compilacions
- Ed the Happy Clown (Vortex Comics, 1989; Reed. Drawn & Quarterly, 1992).
- The playboy: A comic book (Drawn & Quarterly, 1992)
- I Never Liked You (Drawn & Quarterly, 1994; Reed. 2002)
- The Little Man: Short Strips 1980-1995 (Drawn & Quarterly, 1998)
- Louis Riel: A Comic-Strip Biography (Drawn & Quarterly. 2003)